# Petruskirche (Renningen)

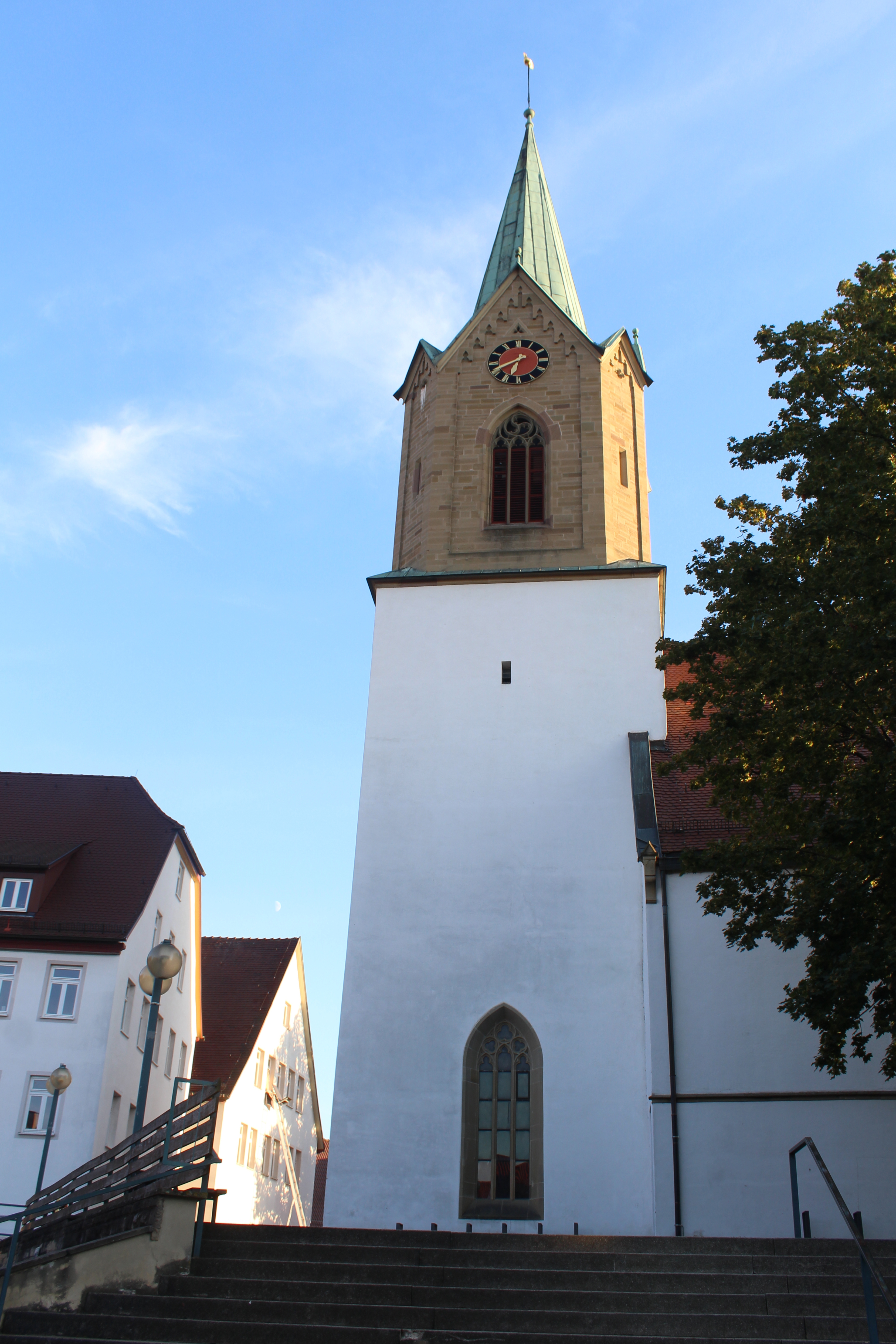
Petruskirche in Renningen

Die Petruskirche in Renningen im baden-württembergischen Landkreis Böblingen ist eine denkmalgeschützte evangelische Pfarrkirche. Sie gehört zur evangelischen Kirchengemeinde Renningen im Kirchenbezirk Leonberg.

## Geschichte und Architektur

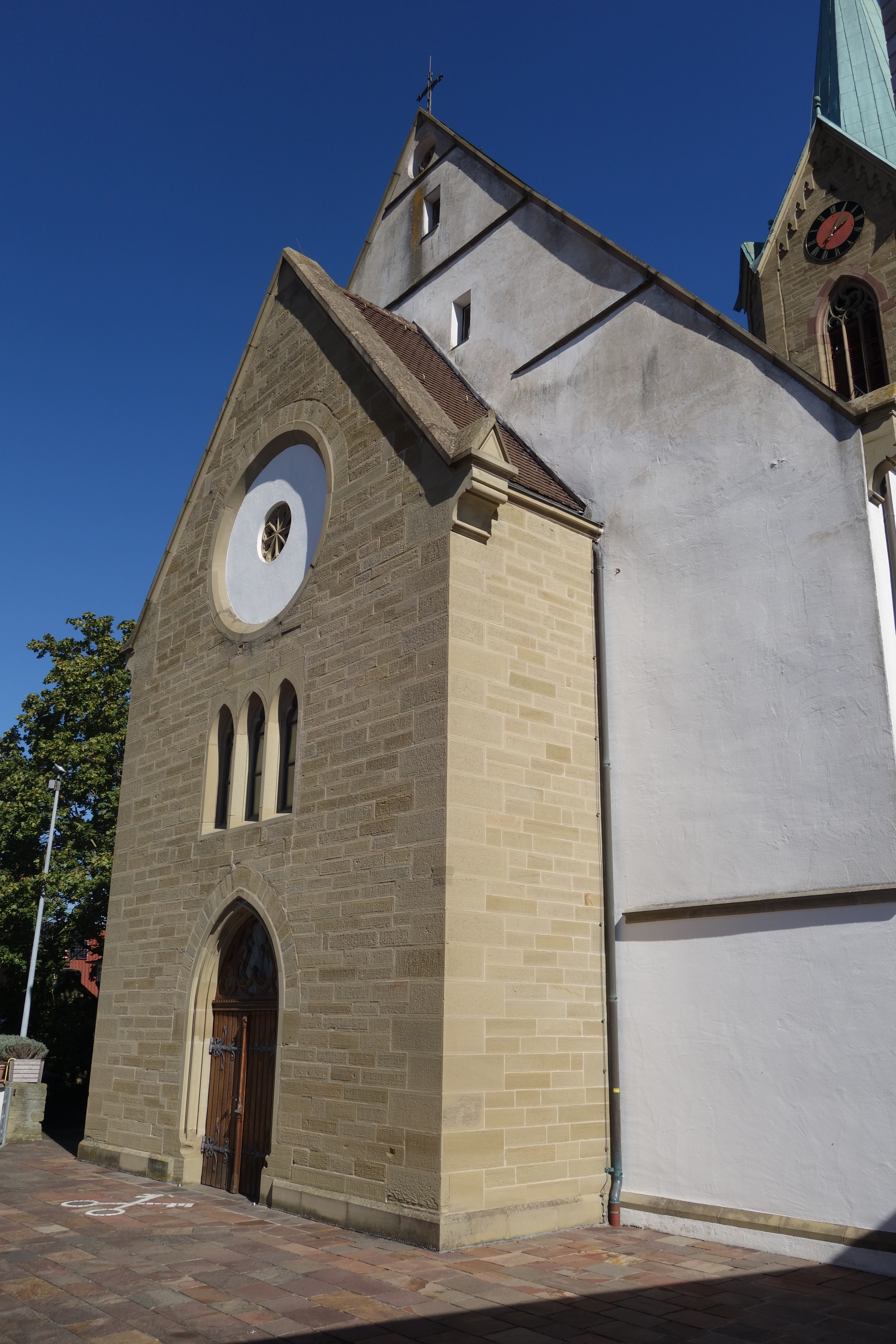
Westseite

Das Schiff der Chorturmkirche wurde 1601 über einem romanischen Vorgängerbau errichtet und 1878 von Oberbaurat Christian Friedrich von Leins nach Westen erweitert. Die Sakristei wurde bereits 1766 angebaut. Das Langhaus besitzt ein heute nicht mehr sichtbares Tonnengewölbe.
Der gotische Turmunterbau stammt vermutlich aus dem 13. oder 14. Jahrhundert. Das achteckige Glockengeschoss 1845 von Stadtbaumeister Albert Föhr im neugotischen Stil erbaut. Der Chor besitzt ein Kreuzrippengewölbe.
Die Kirche war zeitweise zur Wehrkirche mit ummauertem Kirchhof ausgebaut.
Der Kircheninnenraum wurde in den 1960er Jahren erneuert und modernisiert. Weitere Renovierungen erfolgten in den Jahren 1995/96 und 2001.

## Ausstattung
- Spätgotisches Kruzifix

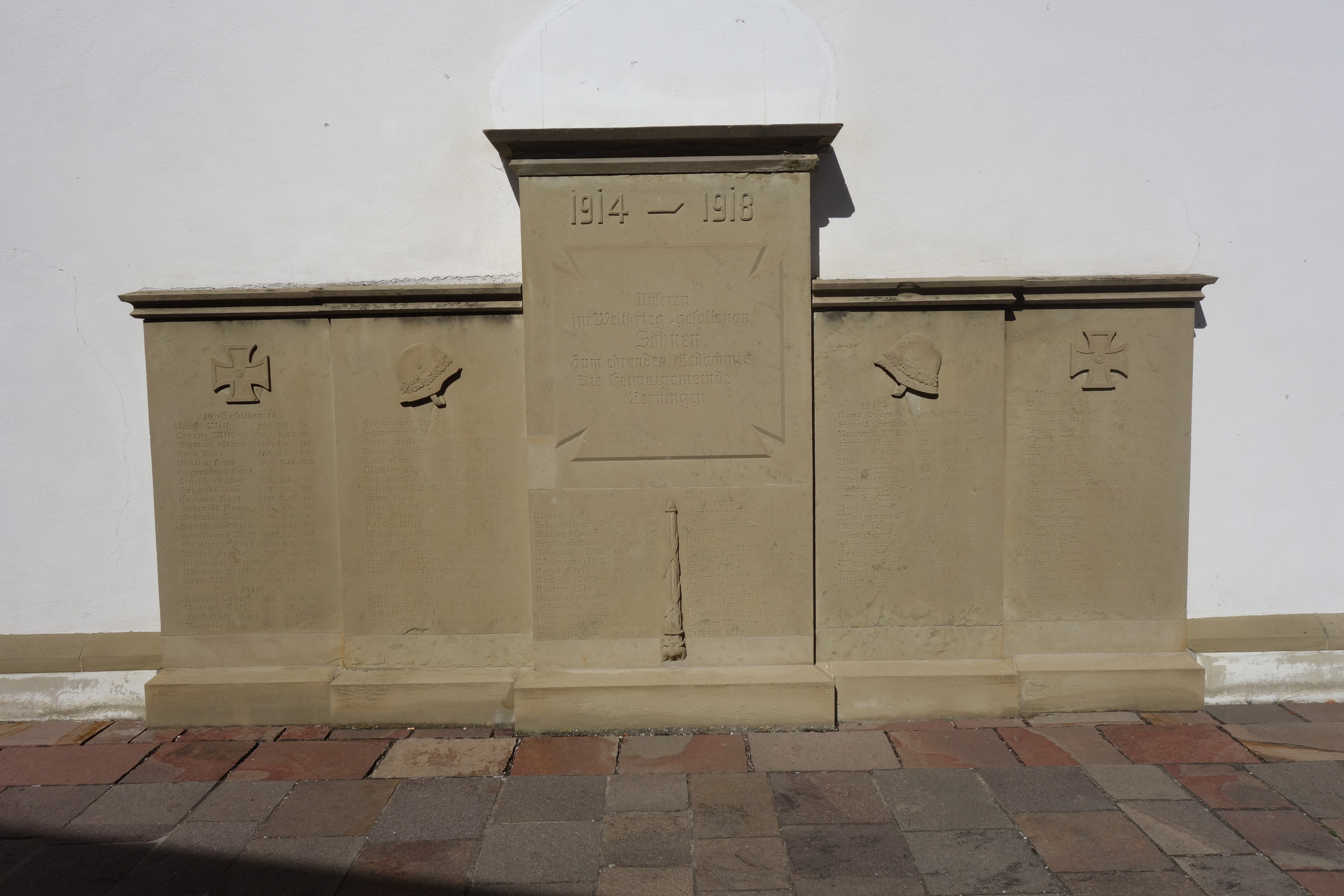
Gefallenendenkmal an der Südwand

- Epitaph von 1721 für Rittmeister Joh. Christian Schauroth
- Ostfenster im Chor und Altarkreuz von Rudolf Yelin
- Gefallenendenkmal an der Südseite

## Orgel
Die Orgel der Petruskirche wurde 1967 im Rahmen der Innenrenovierung eingebaut. Sie wurde vom Unternehmen Orgelbau Friedrich Weigle mit 23 Registern gebaut. Die Orgel wurde 2007 überarbeitet und auf 27 Register erweitert, die sich auf zwei Manuale und Pedal verteilen.
Das Instrument ersetzte eine von der Firma Link im Jahr 1877 mit 16 Registern erbaute Orgel, die ihrerseits die 1726 eingebaute „Malmsheimer Orgel“ ersetzte.
| I Hauptwerk |             |         |
| 01.         | Pommer      | 16′     |
| 02.         | Prinzipal   | 08′     |
| 03.         | Rohrflöte   | 08′     |
| 04.         | Octave      | 04′     |
| 05.         | Flöte       | 04′     |
| 06.         | Nasat       | 02 ⁄3′  |
| 07.         | Superoktave | 02′     |
| 08.         | Terz        | 01 3⁄5′ |
| 09.         | Mixtur IV–V | 01 ⁄3′  |
| 10.         | Trompete    | 08′     |
|             | Tremulant   |         |

| II Schwellwerk |                 |       |
| 11.            | Schwegel        | 8′    |
| 12.            | Gedeckt         | 8′    |
| 13.            | Salicional      | 8′    |
| 14.            | Geigenprinzipal | 4′    |
| 15.            | Blockflöte      | 4′    |
| 16.            | Querflöte       | 2′    |
| 17.            | Sesquialter II  | 2 ⁄3′ |
| 18.            | Gemsquinte      | 1 ⁄3′ |
| 19.            | Scharff III     | 1′    |
| 20.            | Schalmei        | 8′    |
|                | Tremulant       |       |

| Pedal |               |         |
| 21.   | Subbass       | 16′     |
|       | Zartbass      | 16′     |
| 22.   | Kupferoktave  | 08′     |
| 23.   | Gedecktbass   | 08′     |
| 24.   | Bassquinte    | 05 1⁄3′ |
| 25.   | Choralbass    | 04′     |
| 26.   | Hintersatz IV | 02 ⁄3′  |
| 27.   | Fagott        | 16′     |

- Koppeln: I/P, II/P, II/I

## Glocken
Im Turm der Petruskirche hängen vier Glocken:
| Nr. | Name             | Gussjahr | Durchmesser | Masse   | Nominal (HT-1⁄16) |
| --- | ---------------- | -------- | ----------- | ------- | ----------------- |
| 1   | Gedächtnisglocke | 1951     |             | 681 kg  | g1                |
| 2   | Christusglocke   | 1951     |             | 277 kg  | c2                |
| 3   | Taufglocke       | 1964     |             | 463 kg  | a1                |
| 4   | Betglocke        | 1964     |             | 1151 kg | e1                |